# Portia Holman
Portia Grenfell Holman (Sídney, 20 de noviembre de 1903 – Londres, 16 de mayo de 1983) fue una psiquiatra infantil británica de origen australiano, conocida tanto por su trabajo en el desarrollo de servicios de salud mental para niños en el Reino Unido como por su activismo político durante la Guerra Civil Española.

## Biografía

### Primeros años y educación
Hija de William Arthur Holman, ex primer ministro de Nueva Gales del Sur, Australia, y de la escritora Ada Augusta Holman. Estudió un bachiller universitario en letras en el Women's College de la Universidad de Sídney y, entre 1923 y 1926 estudió económicas en el Newnham College de Cambridge.
Posteriormente, continuó sus estudios en la Universidad de París y en la Escuela de Economía de Londres, para luego asumir el cargo de profesora e investigadora en la Universidad de Saint Andrews, desde 1927 hasta 1933. En 1933 regresó al Newnham College para estudiar medicina y se tituló en 1939, tras completar su formación clínica en el Royal Free Hospital. Durante la Guerra civil española, suspendió sus estudios para colaborar como auxiliar médica con el bando republicano.

### Carrera en psiquiatría infantil
En los inicios de su carrera, Holman desempeñó cargos en el Hospital Elizabeth Garrett Anderson, en el Hospital Great Ormond Street y en el Hospital de Emergencias Mill Hill. Tras obtener un diploma en psiquiatría, fue designada psiquiatra en el Hospital West Middlesex en 1945 y en el Hospital Elizabeth Garrett Anderson en 1946.fue una de las figuras clave en la expansión de los servicios de psiquiatría infantil en el Reino Unido.
Desde 1944 hasta 1970, también dirigió la primera clínica de orientación infantil en Ealing, y a finales de la década de 1940 colaboró en la creación de la Mulberry Bush School, una escuela especial en Oxfordshire destinada a niños con dificultades de adaptación y fue una de las figuras clave en la expansión de los servicios de psiquiatría infantil en el Reino Unido.
Holman fue elegida miembro del Royal College of Physicians en 1961 y se desempeñó como psiquiatra principal en el Hospital Elizabeth Garrett Anderson hasta su retiro en 1969.
Su enfoque terapéutico se basaba en la colaboración interdisciplinaria, combinando la labor de psiquiatras, pediatras, psicólogos y trabajadores sociales para brindar una atención integral a los niños con problemas emocionales y del comportamiento. Publicó diversos estudios sobre la relación entre el entorno familiar y la salud mental infantil, destacando la importancia del diagnóstico temprano y el tratamiento basado en la evidencia.

### Activismo político en Inglaterra y en la Guerra Civil Española
Desde el inicio del conflicto español, Holman se involucró activamente en la causa republicana, apoyando a las fuerzas democráticas contra el avance del fascismo y desplazándose a España como auxiliar. Fue miembro del Spanish Medical Aid Committee, organización británica que proporcionaba asistencia médica a los republicanos. Viajó a España en varias ocasiones como representante del comité, trabajando en el hospital de enfermedades en el frente de Aragón.
Holman fue una miembro activa del Partido Laborista y participó en campañas electorales en favor del partido. Defendió con firmeza la implantación del Servicio Nacional de Salud en la década de 1940 y, en su madurez, se involucró en protestas contra el cierre del Hospital Elizabeth Garrett Anderson y en manifestaciones a favor del desarme nuclear.
Tras su retiro, Holman continuó residiendo en Londres hasta 1982, cuando se mudó a Oxford. Falleció de forma repentina a causa de una hemorragia cerebral mientras visitaba Londres en 1983.

## Legado
Portia Holman es recordada por su contribución a la psiquiatría infantil. Su trabajo ayudó a establecer modelos de atención en salud mental infantil en el Reino Unido.